# Aerophagie
Aerophagie (häufiges und ausgeprägtes Luftschlucken) ist ein Symptom bzw. Symptomenbild, das oft unbewusst im Rahmen psychischer oder vegetativer Störungen auftritt. Die Folge kann vermehrtes Aufstoßen (als lautes Aufstoßen Rülpsen genannt) sein, wobei Luft aus dem Magen entweicht. Luftschlucken und das im Rahmen eines natürlichen Reflexablaufes folgende Aufstoßen sind beim Säugling häufig anzutreffen.
Eine krankhafte Aerophagie kann zu Völlegefühl im Oberbauch (durch Aufblähung des Magens) und, wenn kein Entleeren durch Aufstoßen erfolgt, nach Weiterbeförderung der Luft in den Darm zur Pneumatosis intestini mit kugelförmiger Auftreibung des Bauches führen.
In der ICD-10 wird die Aerophagie unter den somatoformen autonomen Funktionsstörungen als F45.3 eingeordnet.
Die Bezeichnung Aerophagie findet sich bereits 1926 als Aérophagie im Französischen.

## Mögliche Ursachen
- Baucherkrankungen
  - Magenkrankheiten (Gastritis. Magengeschwür)
  - Enterokolitis
  - Gallenblasenerkrankungen
  - Zwerchfellschwäche
- psychogene bzw. funktionelle neurotische Störungen (mit Herzstörungen)

## Differentialdiagnosen (Beispiele)
- Angina pectoris, Koronarinsuffizienz, Herzschwäche, Herzrhythmusstörungen
- Magenleiden
- Gallenleiden
- Ileus
- Leberzirrhose